# Chang Jung-San
Chang Jung-San (2 de enero de 1967) es un deportista taiwanés que compitió en taekwondo.
Ganó dos medallas en el Campeonato Mundial de Taekwondo en los años 1989 y 1991, y cuatro medallas en el Campeonato Asiático de Taekwondo entre los años 1984 y 1992. En los Juegos Asiáticos de 1994 consiguió una medalla de oro.

## Palmarés internacional
| Representando a China Taipéi |                        |                  |           |
| Campeonato Mundial           |                        |                  |           |
| Año                          | Lugar                  | Medalla          | Categoría |
| 1989                         | Seúl (Corea del Sur)   | Medalla de plata | –50 kg    |
| 1991                         | Atenas (Grecia)        | Medalla de plata | –50 kg    |
| Juegos Asiáticos             |                        |                  |           |
| Año                          | Lugar                  | Medalla          | Categoría |
| 1994                         | Hiroshima (Japón)      | Medalla de oro   | –50 kg    |
| Campeonato Asiático          |                        |                  |           |
| Año                          | Lugar                  | Medalla          | Categoría |
| 1984                         | Manila (Filipinas)     | Medalla de plata | –48 kg    |
| 1986                         | Darwin (Australia)     | Medalla de oro   | –50 kg    |
| 1990                         | Taipéi (Taiwán)        | Medalla de oro   | –50 kg    |
| 1992                         | Kuala Lumpur (Malasia) | Medalla de oro   | –50 kg    |